# Hydrellia morrisoni
Hydrellia morrisoni är en tvåvingeart som beskrevs av Cresson 1924. Hydrellia morrisoni ingår i släktet Hydrellia och familjen vattenflugor. Inga underarter finns listade i Catalogue of Life.